# Emmi (entreprise)
Pour les articles homonymes, voir Emmi.
Emmi est un groupe leader de l'industrie laitière suisse dont le siège se situe à Lucerne. Les principaux sites d'exploitation se trouvent à Emmen, Dagmersellen, Lucerne et Kirchberg. En 2008, Emmi (Suisse) a transformé 968 millions de kilos de lait.

## Historique

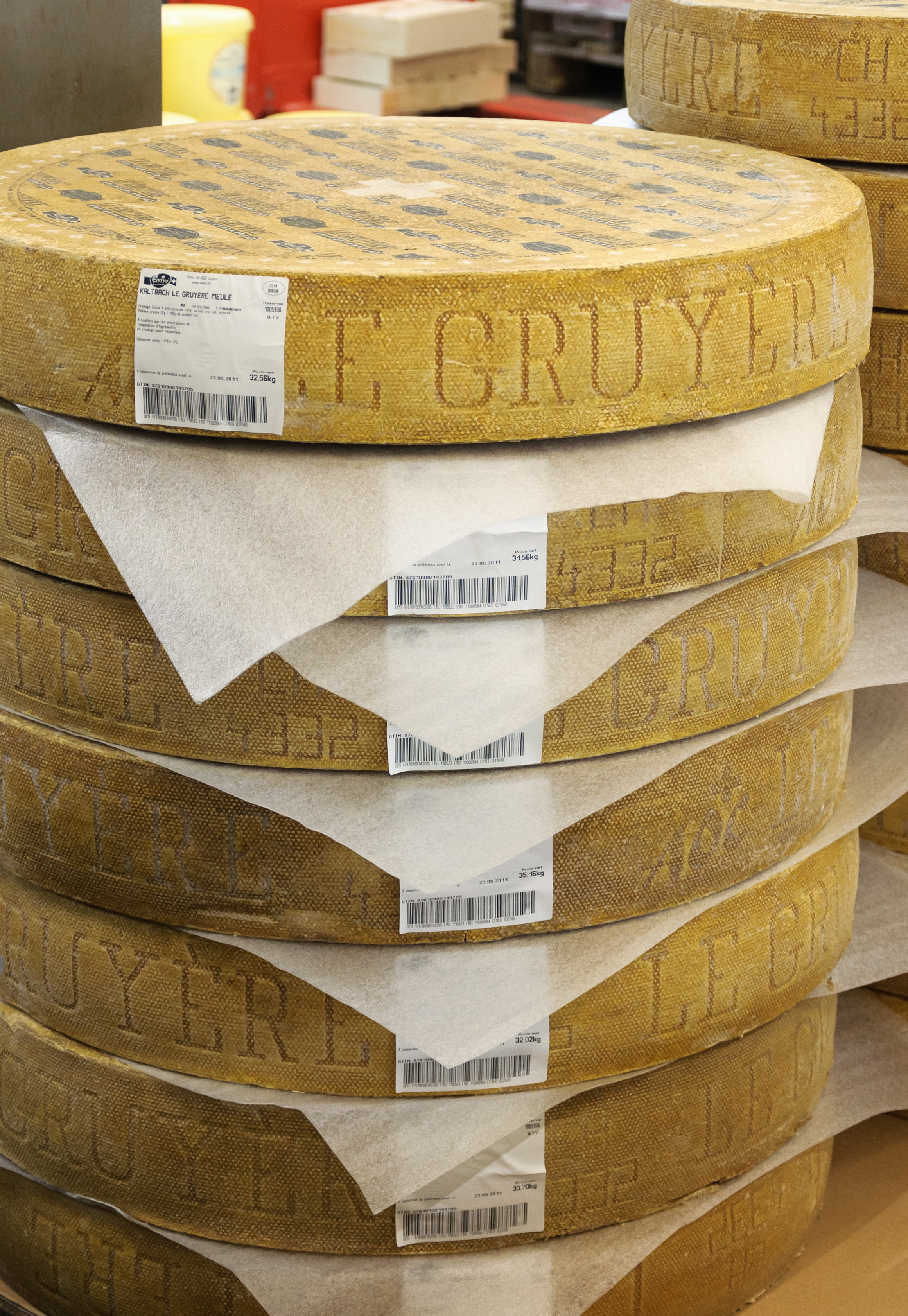
Meules de gruyère suisse Emmi sur le marché international de Rungis

À l'origine du groupe Emmi, il y a la fondation en 1907 de l'Union laitière de Suisse centrale avec en 1917, la création d'une centrale du beurre à Lucerne, qui s'inscrit dans le mouvement de création des coopératives agricoles suisses. Après l'extension de la fromagerie de Neuhüsern-Emmen, l'Union laitière et la fédération laitière du Canton de Lucerne créent la marque Emmi. Dès lors le groupe va se développer dans la fabrication de différents types de fromages, de beurre et de yaourts. Dès 1977, il fabrique également de la Mozzarella. En 1993, la société se transforme en société anonyme Emmi, avec la séparation des activités de l'Union suisse des producteurs de lait et des activités commerciales.

## Filiales et politique de croissance
- Janvier 2009, le groupe  acquiert la société fromagère américaine Roth Käse, basée à Monroe dans le Wisconsin qui réalise un chiffre d'affaires de 99 millions de francs suisses[1].
- Août 2010, Emmi s'offre la société américaine spécialiste du fromage, Cypress Grove Chèvre, fabricant entre autres du fromage Humboldt Fog. Cette société californienne emploie 45 personnes pour un chiffre d'affaires de 10.4 millions de francs suisses[2].

## Controverse
En octobre 2011, les médias suisses révèlent que le groupe Emmi importe 150 tonnes de beurre des Pays-Bas par année alors que les excédents de beurre produit en Suisse atteignent 8000 tonnes.
Ce beurre importé servirait à la fabrication de fromage fondu destiné à l'exportation .